# Ontmoetingskerk (Eefde)
De Ontmoetingskerk is een protestantse kerk in de Nederlandse plaats Eefde. De kerk stamt uit de wederopbouwperiode en is in 1954 gebouwd naar ontwerp van architect Johannes Bernardus van Asbeck, zijn eerste nieuw ontworpen kerk. De kerk verving twee andere kerken. 
De kerk is opgebouwd als zaalkerk met zadeldak. Aan de straatzijde staat een ranke kerktoren. In de zijwanden van de kerk zijn zes gebrandschilderde ramen en drie glas-in-loodramen. 
De kerktoren is sinds 1999 uitgerust met gsm-masten van telecomaanbieder Orange. In 2007 besloot de kerkenraad geen toestemming te geven voor plaatsing van UMTS-masten vanwege stralingsgevaar. Sinds maart 2015 heeft de toren toch een 4G-installatie van T-Mobile Nederland gevolgd door Vodafone in oktober van dat jaar. Inmiddels hebben alle landelijke providers een werkende 4G installatie op deze locatie. Tevens bevindt er zich een GSM-R inrichting ten behoeve van ProRail.